# Colombiaanse Conservatieve Partij
De Colombiaanse Conservatieve Partij (Spaans: Partido Conservador Colombiano) is een Colombiaanse conservatieve en conservatief-liberale/liberaal-conservatieve partij.

## Geschiedenis

### Oprichting

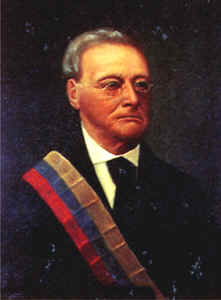
José Ignacio de Márquez, president van Colombia in 1832 en van 1837 tot 1841

De Colombiaanse Conservatieve Partij (PCC) werd op 4 oktober 1849 opgericht door aanhangers van Simon Bolívar (1783-1830) als reactie op de een jaar eerder gestichte Colombiaanse Liberale Partij (Partido Liberal Colombiano), die begin 1849 aan de macht was gekomen in Colombia. De oprichters van de PCC waren onder anderen José Ignacio de Márquez (president van Nieuw-Granada in 1832 en van 1837 tot 1841), de dichter en filosoof José Eusebio Caro en Mariano Ospina Rodríguez (president van Nieuw Granada van 1858 tot 1861). Zij waren voorheen vooraanstaande liberalen, maar tegenstanders van de radicale koers van de PLC. Het partijprogramma werd gepubliceerd in de krant La Civilición. De PCC was voorstander van goede relaties tussen de Rooms-Katholieke Kerk en het republikeinse staatsbestel, regionalisme en een krachtige overheid. De PCC was tegen het centralisme van de PLC en was gekant tegen landhervorming. In het algemeen wilde ze de post-koloniale samenleving ongewijzigd laten. Ze was tegen de afschaffing van de slavernij (de facto afgeschaft in 1821, de jure in 1851). De aanhangers van de PCC vond men indertijd onder de aristocratie (grootgrondbezitters), de rijke burgerij, een deel van de kerkelijke leiding en de intellectuelen. Mettertijd verzwakte het liberale element binnen de PCC (zonder overigens te verdwijnen).

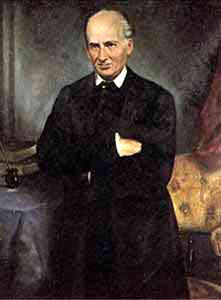
Mariano Ospina Rodríguez, president van Colombia van 1857 tot 1861

De PLC was tussen 1849 en 1886 bijna onafgebroken aan de macht. Alleen tussen 1855 en 1861 regeerden er conservatieve presidenten over Colombia. De PCC voerde felle oppositie tegen de liberale regeringen en het kwam geregeld tot gewelddadigheden tussen PLC en PCC aanhangers, met name na de afschaffing van de slavernij in 1851 en tussen 1860 en 1862 toe er een burgeroorlog was tussen conservatieve centralisten en liberale federalisten. In 1863 kwam er een liberale grondwet tot stand die van het land een federatie maakte, de zgn. Verenigde Staten van Colombia. De presidenten van de Verenigde Staten van Colombia waren radicale liberalen, fel antiklerikaal en zeer federalistisch. De meeste macht kwam bij de deelstaten te liggen. De leiders van de deelstaten lagen voortdurend met elkaar overhoop en telkens waren er conflicten tussen radicale liberalen enerzijds en conservatieven en behoudende liberalen anderzijds.

### Conservatieve hegemonie
In 1884 werd de liberaal Rafael Núñez met hulp van de PCC tot president gekozen. Núñez was een tegenstander van het federaal staatsbestuur en met behulp van de conservatieven kreeg Colombia in 1886 een nieuwe grondwet die van Colombia een centralistische republiek maakte. Daarnaast voorzag de grondwet in goede relaties tussen kerk en staat. Een jaar eerder, in 1885, waren Núñez en zijn aanhangers lid van de PCC. De partijnaam van de PCC werd nu gewijzigd in Nationale Partij (Partido Nacional).
Tussen 1886 en 1930 was de PCC (PN) onafgebroken aan de macht. De periode van Conservatieve hegemonie (Hegemonía conservadora) werd gekenmerkt door autoritaire presidenten, een centralistisch beleid en een toenemende macht van de oligarchische grootgrondbezitters. Op 20 oktober 1899 begonnen enkele liberale generaals een opstand tegen de conservatieve regering die uitmondde in een 1000-daagse oorlog die uiteindelijk werd gewonnen door de conservatieve generaals (1902). Na de burgeroorlog werd de oude partijnaam PCC weer aangenomen. In 1904 werd de conservatief generaal Rafael Reyes president van Colombia. Reyes schafte het vicepresidentschap en de Staatsraad af en stuurde het Congres (Colombiaans parlement) naar huis en regeerde als dictator. Daarnaast verlengde hij het presidentiële mandaat van vier naar tien jaar. Presideny Reyes voerde enkele economische hervormingen door en ontving geld van de Verenigde Staten van Amerika als compensatie voor de provincie Panama dat in 1903 met Amerikaanse hulp een zelfstandig land was geworden. Dankzij het vele Amerikaanse geld beleefde Colombia een periode van economische bloei. Binnen conservatieve kringen heerste echter ontevredenheid over het beleid van hun partijgenoot en in 1909 werd hij door een coalitie van conservatieven en liberalen ten val gebracht. In de periode hierna regeerde de PCC met de PLC (als junior partner) en beleefde Colombia een periode van opmerkelijke rust. Ofschoon de PCC met de PLC regeerde, bleef de conservatieve hegemonie onaangetast.

### Oppositie
De laatste president van de conservatieve hegemonie was Miguel Abadía (1926-1930). Onder zijn bewind raakte de PCC verdeeld. Aan de ene kant waren er de gematigden (liberale conservatieven) die voorstander waren van hervormingen, aan de andere kant waren er de traditionele conservatieven, de vertegenwoordigers van de oligarchische klasse, de niets zagen in hervormingen en voorstander waren van de invoering van een autoritair staatsbestel. De PLC profiteerde van de strubbelingen binnen de PCC en de kandidaat van de liberalen, Enrique Olaya Herrera, won de presidentsverkiezingen. Tot 1946 bleven de liberalen, dankzij hun populaire hervormingsbeleid, vervolgens aan de macht. In de jaren 30 greep Laureano Gómez, de leider van de rechtse Falangistas (Falangisten), de macht in de PCC.

### Opnieuw aan de macht
Verdeeldheid binnen de PLC leidde er in 1946 toe dat de conservatieve kandidaat, de intellectueel Carlos Eugenio Restrepo, tot president gekozen. Hierna braken er ongeregeldheden uit tussen het regeringsleger en enkele radicaal-liberale rebellenlegers. Het geweld nam ernstige vormen aan toen in 1948 de populaire liberale presidentskandidaat Jorge Eliécer Gaitán werd vermoord. Gaitán, die een populair was onder de (land)arbeiders, was omstreden onder conservatieve en liberale leiders. Niemand weet wie de moord pleegde, maar enkele radicale liberalen en communisten wezen met beschuldigende vinger naar de regering in Bogotá en begonnen een guerrilla tegen de regering. De conservatieve regering begon gewelddadige acties tegen links-liberale en communistische rebellen, die op hun beurt met geweld reageerden. In hun acties tegen de tegen de rebellen kon de conservatieve regering rekenen op steun van de behoudende elementen binnen de PLC. De periode van geweld werd La Violencia genoemd. In 1950 volgde Laureano Gómez Restrepo op als president. Gómez werd niet op democratische wijze gekozen en regeerde de komende drie jaar ook niet democratisch. Onder Gómez presidentschap bereikte het geweld een hoogtepunt. Gómez probeerde de Colombiaanse staat te transformeren in een corporatistische staat. Hoewel Gómez een lid van de PCC was, was hij omstreden binnen de partij. In 1953 werd Gómez na een staatsgreep van generaal Gustavo Rojas Pinilla aan de kant geschoven.

### Nationaal Front
Rojas Pinilla ontving aanvankelijk de steun van de meeste conservatieve en liberale leiders, maar toen Rojas Pinilla een eigen koers ging varen, wenste het establishment een terugkeer naar de bestaande orde. In 1958 kwam er een einde aan de dictatuur van de generaal. De conservatieven en liberalen besloten voortaan de macht te delen in coalities van het Nationaal Front (Frente Nacional). Afwisselend waren er conservatieven en liberalen president. Deze situatie duurde voort tot 1974, toen de liberale president Alfonso López Michelsen een einde maakte aan het Nationaal Front. Sindsdien zijn de meeste presidents- en parlementsverkiezingen gewonnen door de meer populaire en beter georganiseerde PLC.
De PCC was in de jaren hierna verdeeld in een linkervleugel onder Belisario Betancur en een rechtervleugel onder Alvaro Gómez Hurtardo (zoon van Laureano Gómez).

### Van dejaren 80tot heden
In 1982 profiteerden de conservatieven van de verdeeldheid binnen de PLC en werd de conservatief Belisario Betancur tot president gekozen. Betancur voerde een landhervorming door en sloot een vredesverdrag met de diverse linkse guerrillagroeperingen (1984), verbeterde de betrekkingen met Cuba en zette zich in voor vrede in Centraal-Amerika. Betancurs politiek was aanvankelijk populair, maar toen bleek dat de vredesakkoorden met de guerrillagroeperingen niets voorstelden, verloor Betancur veel van zijn invloed onder de bevolking en binnen de PCC. In de periode 1986 tot 1998 werd Colombia weer geregeerd door liberale presidenten.
In 1987 werd de partijnaam gewijzigd in Sociale Conservatieve Partij (Parti Social Conservador) (deze naam is thans in onbruik geraakt) en probeerde de conservatieve partij zich op te stellen als pragmatische partij. In de jaren 90, toen de PLC naar links opschoof en van een klassiek liberale naar een sociaal-liberale/sociaaldemocratische partij evolueerde, ging de conservatieve partij zich openlijk een conservatieve en conservatief liberale partij noemen. Hiermee greep de PCC terug naar haar wortels, maar trachtte op deze wijze ook liberalen voor zich te winnen die tegen de linksere koers van de PLC waren.

### De Pastrana-jaren (1998-2002)

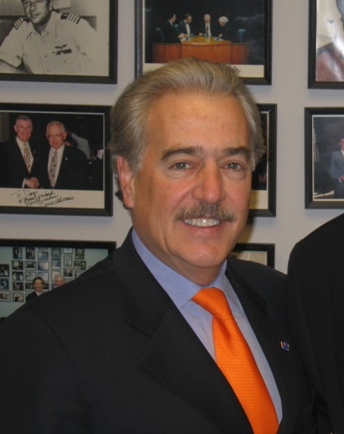
Andrés Pastrano Arango, president van Colombia van 1998 tot 2002

In 1998 werd PCC'er Andrés Pastrano Arango tot president gekozen. Pastrana begon onderhandelingen met linkse rebellenbewegingen als de FARC om zo een einde te maken aan de al veertig jaren durende burgeroorlog. De onderhandelingen verliepen stroef en werden uiteindelijk afgebroken.
Álvaro Uribe, een voormalig liberaal en thans leider van Colombia Eerst (Primero Colombia) en fel tegenstander van onderhandelingen met de FARC en andere linkse guerrillagroeperingen werd in 2002 tot president gekozen. Een deel van de PCC steunt het harde beleid van de huidige president Uribe, terwijl de meerderheid, conform het partijprogramma, voorstander is van een hervatting van vredesbesprekingen met de rebellenbewegingen.
Bij de parlementsverkiezingen van 12 maart 2006 boekte de PCC een winst van 16 zetels in de Kamer van Afgevaardigden (Câmara de Representantes) en kwam uit op 29 zetels, maar bleef ondanks deze winst niet de tweede fractie in het lagerhuis: het werd de derde fractie, achter de liberalen en de Sociale Nationale Verenigde Partij (Partido Sociale de Unidad Nacional) van president Uribe. In de Senaat (Senado) is de PCC de tweede partij. Bij de presidentsverkiezingen van 28 mei 2006 steunde de PCC de kandidatuur van de zittende president.

## Ideologie
De PCC is voorstander van een (liberale) vrije markteconomie, maar tegen privatisering van de staatsondernemingen, voor bescherming van privébezit en een herziening van de grondwet van 1991. Daarnaast staat de PCC bestrijding van de armoede voor en een krachtig centraal gezag. De PCC is tegen abortus, geregistreerd partnerschap voor homoseksuelen.

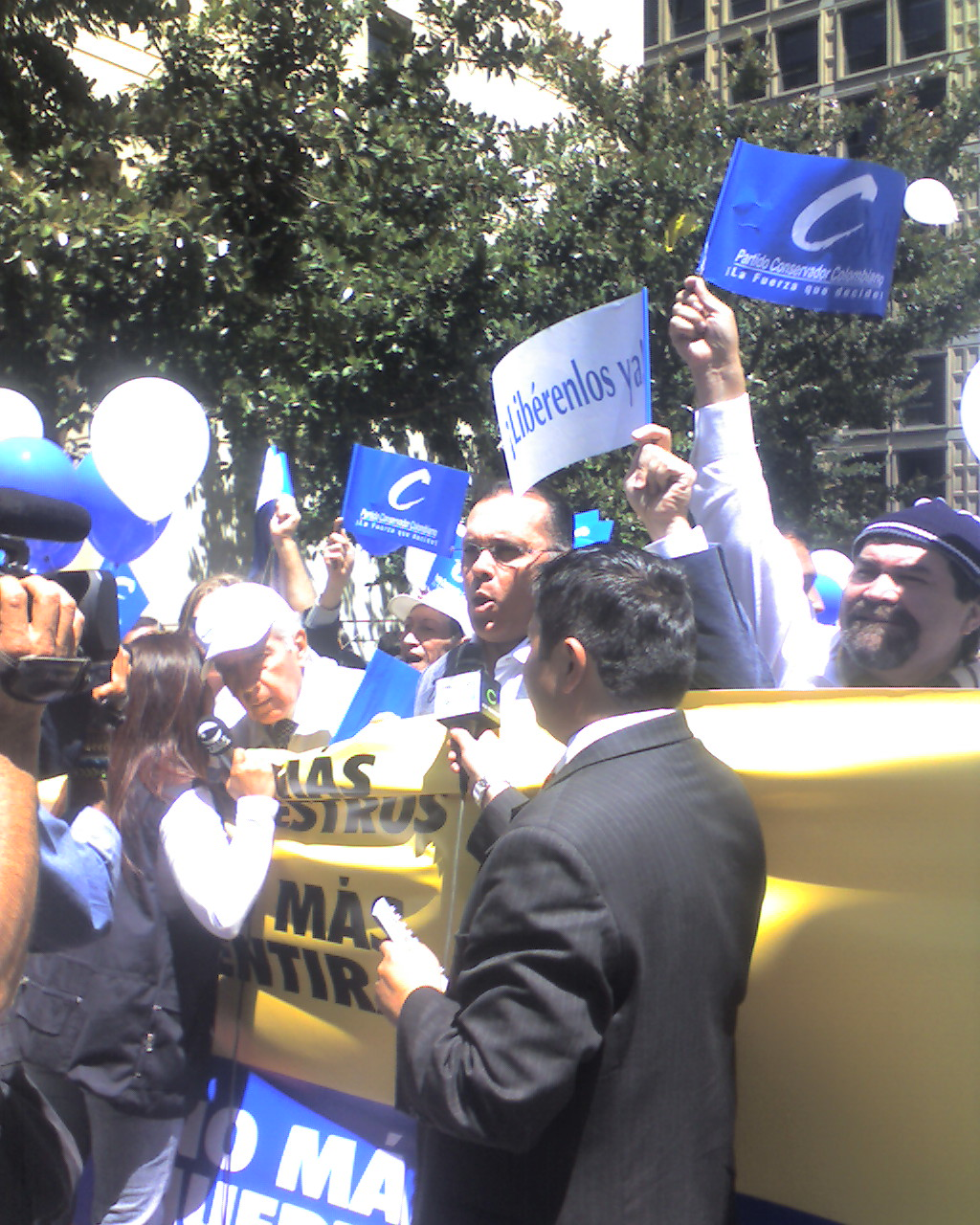
Aanhangers van de PCC

Vanaf haar oprichting is de PCC tegenstander van dictaturen (aldus het partijprogramma, in de praktijk heeft de PCC in het verleden enkele dictators geleverd, zie Geschiedenis) en barbarij en spreekt zich traditioneel uit voor de goede betrekkingen tussen kerk en staat.

## Zetelverdeling 2002-2006
| Kamer in Congres         | zetels            |
| ------------------------ | ----------------- |
| Kamer van Afgevaardigden | 2002: 21 2006: 29 |
| Senaat                   | 2002: 13 2006: 29 |

## Zetelverdeling Kamer van Afgevaardigden 1986-1998
| Jaar | zetels |
| ---- | ------ |
| 1986 | 80     |
| 1991 | 15     |
| 1994 | 50     |
| 1998 | 52     |

## Partijleiding
- Voorzitter: Efraín Cepeda Sarabia
- Fractievoorzitter in de Senaat: Roberto Gerlein
- Fractievoorzitter in de Kamer van Afgevaardigden: Alfredo Cuello Baute

## Presidenten namens de PCC
| Jaar | Naam                       |
| ---- | -------------------------- |
| 1837 | José Ignacio de Márquez    |
| 1841 | Pedro Alcántara Herrán     |
| 1847 | Rufino Cuervo Barreto      |
| 1855 | Manuel María Mallarino     |
| 1857 | Mariano Ospina Rodríguez   |
| 1861 | Bartolomé Calvo            |
| 1884 | Rafael Núñez               |
| 1888 | Carlos Hoguín Mallarino    |
| 1892 | Miguel Antonio Caro        |
| 1899 | Manuel Antonio Sanclemente |
| 1900 | José Manuel Marroquín      |
| 1904 | Rafael Reyes Prieto        |
| 1909 | Ramón González Valencia    |
| 1910 | Carlos Eugenio Restrepo    |
| 1914 | José Vicente Concha        |
| 1918 | Marco Fidel Suárez         |
| 1922 | Pedro Nel Ospina           |
| 1926 | Miguel Abadía Méndez       |
| 1946 | Mariano Ospina Pérez       |
| 1949 | Laureano Gómez Castro      |
| 1951 | Roberto Urdaneta Arbeláez  |
| 1962 | Guillermo León Valencia    |
| 1970 | Misael Pastrana Borrero    |
| 1982 | Belisario Betancur Cuartas |
| 1998 | Andrés Pastrana Arango     |
| 2002 | Álvaro Uribe               |
| 2006 | Álvaro Uribe               |

## Verwijzingen
1. 1 2 3  The Dictionary of Contemporary Politics of South America, door: Phil Gunson, Andrew Thompson en Greg Chamberlain, blz. 265 (1989)
2. ↑  The Dictionary of Contemporary Politics of South America, door: Phil Gunson, Andrew Thompson en Greg Chamberlain, blz. 31-32 (1989)
3. ↑  The Dictionary of Contemporary Politics of South America, door: Phil Gunson, Andrew Thompson en Greg Chamberlain, blz. 266 (1989)

- Library of Congress Control Number: n84209687
- Nationale Bibliotheek van Israël: 987007324401305171
- Système universitaire de documentation: 033508747
- Virtual International Authority File: 310520147